# 線應彩
線應彩（？—？），正白旗人，清朝政治人物。监生出身。
康熙十七年（1678年），擔任清朝廣州府南海縣知縣。后由鮑天鍾接任。